# Seichenkopf
Seichenkopf är en bergstopp i Österrike.   Den ligger i distriktet Reutte och förbundslandet Tyrolen, i den västra delen av landet, 400 km väster om huvudstaden Wien. Toppen på Seichenkopf är 1 788 meter över havet. Seichenkopf ingår i Tannheimer Gebirge.
Terrängen runt Seichenkopf är kuperad åt nordväst, men åt sydost är den bergig. Runt Seichenkopf är det ganska glesbefolkat, med 26 invånare per kvadratkilometer.. Närmaste större samhälle är Reutte, 11,6 km öster om Seichenkopf. 
I omgivningarna runt Seichenkopf växer i huvudsak blandskog.